# Plethodon caddoensis
Espèce
Statut de conservation UICN

 NT  : Quasi menacé
Plethodon caddoensis est une espèce d'urodèles de la famille des Plethodontidae.

## Répartition
Cette espèce est endémique d'Arkansas aux États-Unis. Elle se rencontre de 300 à 400 m d'altitude dans les monts Caddo dans les comtés de Montgomery et de Polk.

## Étymologie
Son nom d'espèce, composé de caddo et du suffixe latin -ensis, « qui vit dans, qui habite », lui a été donné en référence au lieu de sa découverte, les monts Caddo.

## Publication originale
- Pope & Pope, 1951 : A study of the salamander Plethodon ouachitae and the description of an allied form. Bulletin of the Chicago Academy of Sciences, vol. 9, no 8, p. 129-152.